# Only Teardrops (musikalbum)
Only Teardrops är ett debutalbum av den danska sångerskan Emmelie de Forest, utgivet först i Danmark den 6 maj 2013, sedan i övriga Europa den 14 maj 2013.
Albumet spelades in på Universal Music i Danmark i april 2013.

## Låtlista
| Nr  | Titel                            | Kompositör                                           | Längd |
| --- | -------------------------------- | ---------------------------------------------------- | ----- |
| 1.  | Teardrops Overture               |                                                      | 0:47  |
| 2.  | Hunter & Prey                    | E. de Forest, L. Cabble, J. Schack Glæsner           | 3:29  |
| 3.  | Change                           | E. de Forest, P. Bjørnskov, L. Dissing               | 3:59  |
| 4.  | Only Teardrops                   | Lise Cabble, Julia Fabrin Jakobsen, Thomas Stengaard | 3:02  |
| 5.  | What Are You Waiting For         | J. Fabrin, P. Bjørnskov, L. Dissing                  | 3:36  |
| 6.  | Haunted Heart                    | E. de Forest, L. Cabble, T. Stengaard                | 3:35  |
| 7.  | Force of Nature                  | E. de Forest, M. Winther-John                        | 3:43  |
| 8.  | Beat the Speed of Sound          | E. de Forest, L. Cabble, J. Schack Glæsner           | 3:50  |
| 9.  | Soldier of Love                  | E. de Forest, J. Fabrin, R. Braager                  | 3:25  |
| 10. | Running In My Sleep              | E. de Forest, M. Winther-John                        | 3:38  |
| 11. | Let It Fall                      | E. de Forest, L. Cabble, F. Thaae                    | 3:49  |
| 12. | Only Teardrops Symphonic version | L. Cabble, Julia Fabrin Jakobsen, Thomas Stengaard   | 3:18  |